# Monte Idoukal-n-Taghès
O monte Idoukal-n-Taghès, também chamado Bagzane ou Bagzan é a mais alta montanha do Níger, na zona centro-sul das Montanhas Aïr, e na parte norte do planalto de Bagzane. O centro de peregrinações de Abatol fica no seu sopé.  Devido à elevada altitude, o monte Idoukal'n'Taghès é habitat de uma série de espécies saarianas-mediterrânicas e tropicais que no Níger apenas se encontram nas suas encostas.
Fontes oficiais nigerinas e internacionais listavam até 2001 o Monte Gréboun, situado bem a norte, como o ponto mais alto do Níger. O monte Gréboun teve medições de altitude entre 1944 m e 2310 m.  Greboun é um relevo muito localizado, elevando-se acima do deserto, enquanto o Idoukal-n-Taghès coroa um grande maciço com altitude média acima dos 1600 m.
O avião oficial do presidente do Níger chama-se Mont Bagzane.